# Coua
Coua Schinz, 1821 è un genere di uccelli cuculiformi della famiglia Cuculidae.

## Distribuzione e habitat
Tutte le specie sono endemiche del Madagascar. Quattro di esse vivono nelle foreste pluviali, le rimanenti nelle foreste tropicali secche del Madagascar meridionale e occidentale.

## Tassonomia
Questo genere è suddiviso in nove specie esistenti, una specie estinta e due specie preistoriche:
- Coua delalandei † - Cua chioccioliere, estinto alla fine del XIX secolo
- Coua cristata - Cua crestato
- Coua verreauxi - Cua di Verreaux
- Coua caerulea - Cua blu
- Coua ruficeps - Cua capirosso o Cua dalla corona rossiccia
- Coua reynaudii - Cua fronterossa o Cua di Reynaud
- Coua coquereli - Cua di Coquerel
- Coua cursor - Cua corridore
- Coua gigas - Cua gigante
- Coua serriana - Cua pettorosso o Cua pettorossiccio
- Coua primaeva † - preistorico
- Coua berthae † - preistorico